# اس‌ام یو-۲ (اتریش-مجارستان)
اس‌ام یو-۲ (اتریش-مجارستان) (به انگلیسی: SM U-2 (Austria-Hungary)) یک زیردریایی بود که طول آن ۱۰۰ فوت (۳۰ متر) بود. این زیردریایی در سال ۱۹۰۹ ساخته شد.